# Руднев, Николай Андреевич (протоиерей)
Николай Андреевич Руднев — протоиерей Русской православной церкви; профессор Московской духовной академим.

## Биография
Об его детстве информации практически не сохранилось, да и прочие биографические сведения о нём очень скудны и отрывочны; известно лишь, что воспитывался Николай Руднев в Московской духовной семинарии (до 1832 года) и в Московской духовной академии.

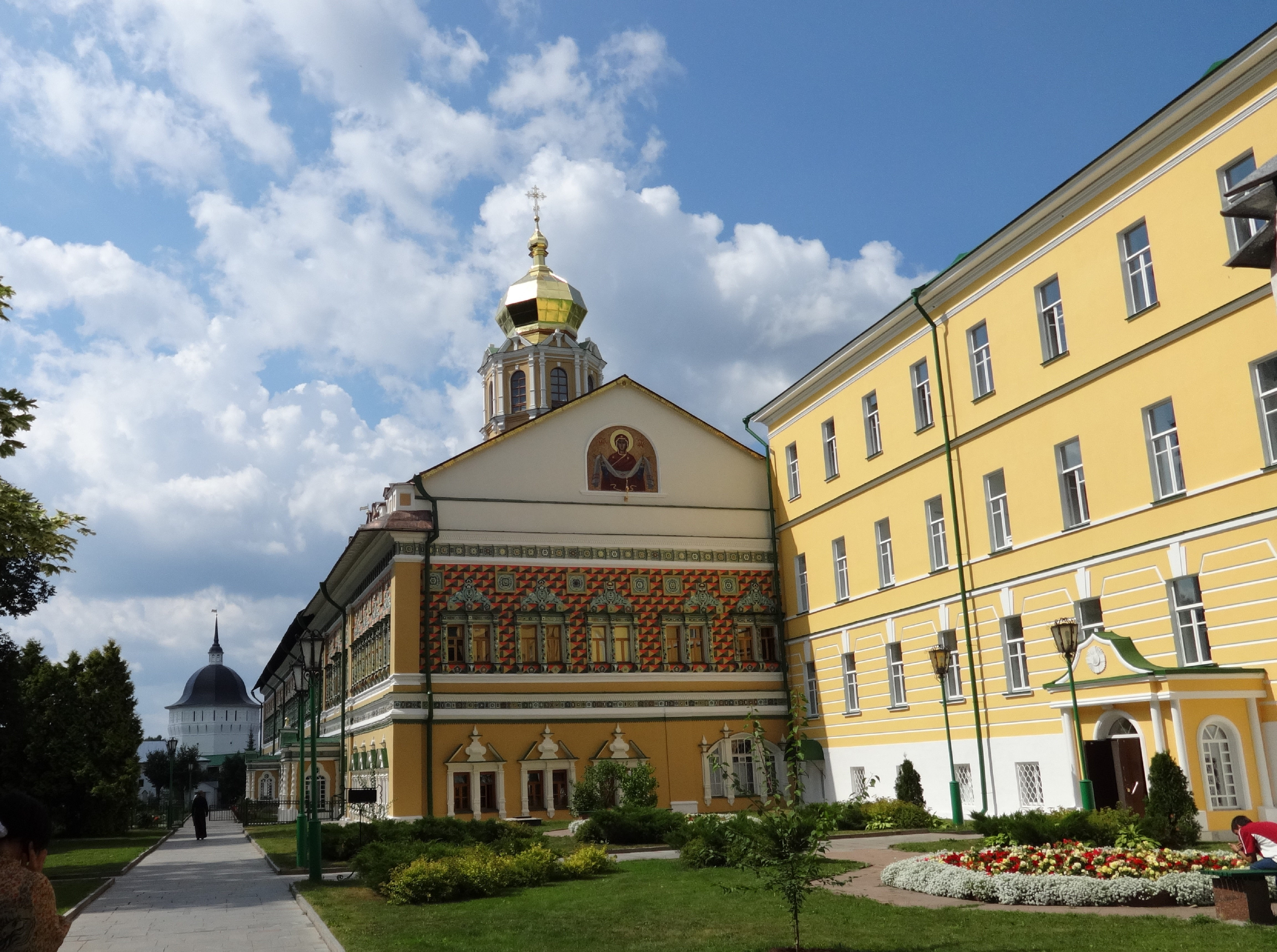
МДА

Курс МДА РПЦ Николай Андреевич Руднев успешно окончил в 1836 году 1-м магистром 10-го курса, после чего был назначен, в августе 1836 года, профессором словесности в Московскую духовную семинарию, а в январе 1837 года перемещен был бакалавром в Московскую Академию; в 1840 году рукоположённый во священника, он служил при Георгиевской в Грузинах церкви.
Среди его богословских трудов наиболее известны следующие: «Рассуждение о ересях и расколах, бывших в русской церкви со времени Владимира Великого до Иоанна Грозного» (М., 1838, магистерское сочинение; об этой книге см. С. Смирнов, «История московской академии», М., 1879, 216 и сл.), «Размышление христианина при воспоминании о дне своего рождения» («Душеполезное чтение», 1868, № 10), «О духовном воспитании» («Душеполезное чтение», 1863, № 8), «Несколько мыслей по случаю праздника усекновения главы Иоанна Предтечи» (о нерасположении к выслушиванию обличений, «Душеполезное чтение», 1868, № 9).
Николай Андреевич Руднев скончался в сане протоиерея в Москве 5 сентября 1876 года.